# Paglia Orba (navire)
Pour les articles homonymes, voir Paglia Orba et Paglia (homonymie).
Le Paglia Orba est un navire mixte appartenant à la compagnie française Corsica Linea. Construit de 1992 à 1994 aux Ateliers et chantiers du Havre pour la SNCM, il est nommé d'après un sommet corse, la Paglia Orba. Il est affecté depuis mars 1994 au transport de fret et de passagers entre Marseille et la Corse, tout d'abord sous les couleurs de la SNCM puis de Corsica Linea à partir de 2016. D'abord employé sur les lignes de la délégation de service public (DSP), il connaît depuis les années 2020 une utilisation plus polyvalente en étant principalement positionné sur des rotations complémentaires vers la Corse au printemps et en été.

## Histoire

### Origines et construction
Au début des années 1990, une étude menée par l'Observatoire régional des transports de la Corse parvient au constat que la flotte de cargos assurant le transport de marchandises entre le continent et la Corse ne sera plus en mesure d'assurer la bonne fluidité du trafic à l'horizon 1993-1994. La Société nationale maritime Corse-Méditerranée (SNCM) et la Compagnie méridionale de navigation (CMN) sont donc invitées à pourvoir au remplacement d'un navire de leur flotte par une unité plus importante afin d'anticiper l'augmentation du trafic fret. Conformément à la convention particulière signée avec l'État pour l'exploitation des lignes maritimes entre le continent et la Corse, renouvelée le 8 août 1991 et couvrant la période 1991-1995, la SNCM a pour obligation de remplacer le Monte Rotondo par une nouvelle unité ayant une capacité de roulage de 2 200 mètres dont la mise en service est envisagée pour janvier 1994, peu de temps après celle d'une unité semblable par la CMN. Ce programme de flotte est alors nécessaire, faute de quoi les deux armateurs se retrouveraient dans l'incapacité de répondre à leurs obligations, ce qui entraînerait une réduction des subventions. Dans l'optique d'obtenir des prix plus avantageux, la SNCM et la CMN lancent le 9 septembre 1991 un appel d'offres commun pour la construction de deux navires identiques auquel répondent quatre chantiers. Ainsi, le sud-coréen Samsung Heavy Industries, le finlandais Aker Finnyards et les Chantiers de l'Atlantique proposent la réalisation simultanée des deux navires tandis que les Ateliers et chantiers du Havre se proposent de construire une des deux unités, son plan de charge ne lui permettant pas de s'aligner sur ses concurrents. Si dans un premier temps l'offre des chantiers Aker Finnyards apparaît comme la plus intéressante en raison de leur coût moins élevé, l'État interviendra cependant afin de soutenir la construction navale française en crise. Dans les limites autorisées par la Commission européenne, des subventions supplémentaires seront versées afin que le futur navire de la SNCM soit construit aux ACH, à l'instar de la plupart de ses précédents cargos. Une fois les dernières tractations effectuées, la SNCM passe commande de son nouveau cargo mixte le 19 février 1992, tandis que la CMN signe la commande du sien en Finlande. Tout comme ses prédécesseurs, le futur navire mixte est baptisé du nom d'un sommet corse. C'est ainsi qu'il reçoit le nom de la Paglia Orba, sommet montagneux situé dans le massif du Monte Cinto en Haute-Corse.
Devant impérativement répondre aux besoins de la Corse en matière de transport de marchandises, la conception du nouveau navire est principalement articulée autour de ses caractéristiques fret. Ainsi, celui-ci sera doté d'une capacité de roulage de 2 200 mètres linéaires, de quoi transporter environ 150 remorques. Cette capacité d'emport est principalement permise par les très grandes dimensions du navire de l'ordre de 165 mètres de long et 30 mètres de large, ce qui représente également une évolution significative par rapport au Monte d'Oro. Le garage sera accessible par l'arrière mais également par l'avant et disposera de huit files, permettant des gains de temps considérables sur la manutention. Sur le plan technique, ce navire doit être équipé des dernières technologies de navigation mais également de maintien de la sécurité. La passerelle est pensée comme une véritable tour de contrôle jusque dans son apparence avec des ailerons de manœuvre entièrement couverts, une première sur un navire de la SNCM. Les systèmes informatiques permettent de tout gérer à distance, y compris le compartiment machine. Les instruments de navigation sont équipés d'un dispositif d'automatisation qui est capable, en plus de diriger le navire sur le tracé indiqué, de corriger sa trajectoire ou de lui signaler des passages préalablement déterminés. Enfin, cette nouvelle unité se distingue également, à sa sortie, par ses stabilisateurs, qui sont les plus grands jamais posés sur un navire marchand.
En plus de sa vocation d'acheminer le fret en Corse, le nouveau navire doit également être équipé pour transporter un certain nombre de passagers, conformément à la volonté de l'OTRC qui avait guidé les transformations des cargos Monte Cinto et Monte Stello ainsi que la conception du Monte d'Oro. À la différence toutefois de ce dernier, aménagé pour le transport d'environ 500 passagers, la nouvelle unité aura une capacité plus proche de celle requise par l'OTRC, soit 190 passagers. Ceux-ci auront à leur disposition des locaux basiques tels qu'un restaurant, un bar et un snack agrémentés cependant d'un confort similaire à celui des ferries de la compagnie, ceci se traduisant essentiellement par le soin apporté à la décoration avec des revêtements de marbres et de bois ainsi que des cabines toutes équipées de sanitaires.
Le Paglia Orba est mis sur cale le 6 juillet 1992 et lancé le 3 juin 1993. Une fois les travaux de finition achevés, il réalise ses essais en mer le 17 février 1994. En raison d'un contexte social difficile aux ACH, la livraison du navire à la SNCM interviendra avec un peu de retard le 15 mars 1994, les chantiers faisant en effet face à de nombreux problèmes qui aboutiront à sa faillite en novembre 1999, faisant ainsi du Paglia Orba le dernier cargo de la SNCM réalisé par le constructeur havrais.

### Service

#### SNCM (1994-2016)

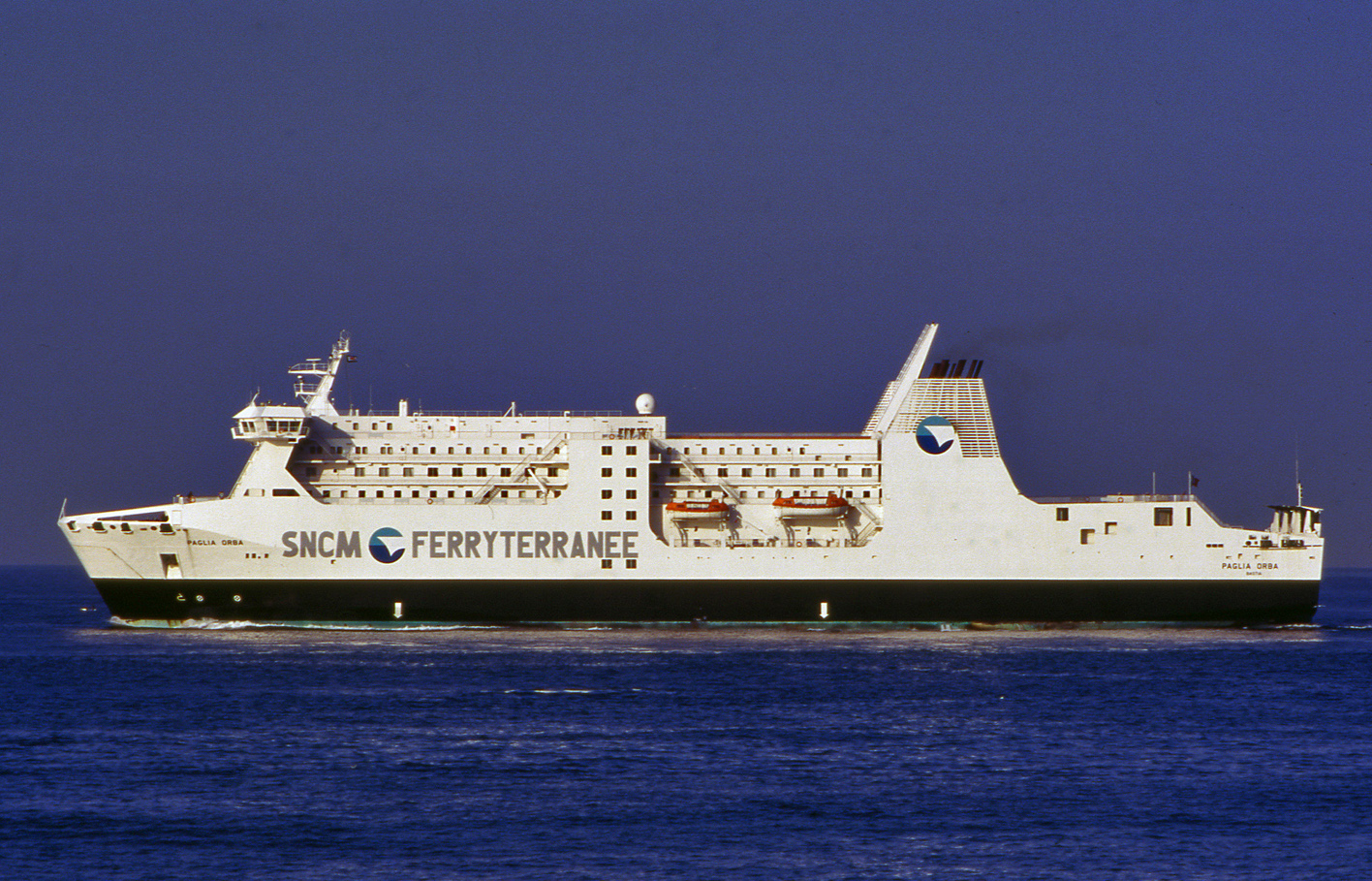
Le Paglia Orba dans son état initial à Gênes en 1995.

Le 16 mars 1994 à 16h00, sous les ordres du commandant Routier, le Paglia Orba quitte Le Havre pour rejoindre Marseille. Le navire vient s'amarrer dans le port de la cité phocéenne au poste 78 du quai du Maroc le 21 mars à 8h00. Il appareille par la suite dans la soirée du 23 mars pour sa première rotation commerciale à destination de Bastia, son port d'attache, où il sera ensuite baptisé le 12 avril, en présence de sa marraine Michelle Baggioni, épouse du président de l'Assemblée territoriale de Corse.
Au mois d'avril 1995, le Paglia Orba inaugure une nouvelle liaison reliant la Corse et l'Italie entre Bastia et Gênes, exploitée par la filiale Corsica Marittima. La première escale dans la capitale ligure a lieu le 8 avril à 17h30.
Au début des années 2000, la concession particulière entre l'État et la SNCM pour la desserte de la Corse arrive à son terme. Pour lui succéder, une nouvelle convention est mise en place sous la forme d'une délégation de service public attribuée conjointement à la SNCM et à La Méridionale à l'issue d'un appel d'offres. Le cahier des charges de ce nouveau régime de service public imposera cependant une capacité passagère minimum de l'ordre de 500 passagers sur les ports d'Ajaccio et Bastia. Ainsi, en mars 2002, le Paglia Orba  rejoint les chantiers navals Lloyd Werft de Bremerhaven en Allemagne afin de subir quelques travaux visant à augmenter sa capacité. Pour ce faire, un bloc supplémentaire contenant de nouvelles cabines est ajouté derrière ses cheminées. Ces transformations portent au total la capacité du navire à 542 passagers.
À partir de l'année 2003, en raison de l'arrivée du nouveau cargo Pascal Paoli, le Paglia Orba est principalement transféré sur la desserte d'Ajaccio ainsi que des ports secondaires en basse saison. Cette même année, dans la journée du 26 octobre, le navire effectue un aller-retour exceptionnel entre L'Île-Rousse et Livourne afin de livrer des véhicules neufs chargés la veille à Fos-sur-Mer.

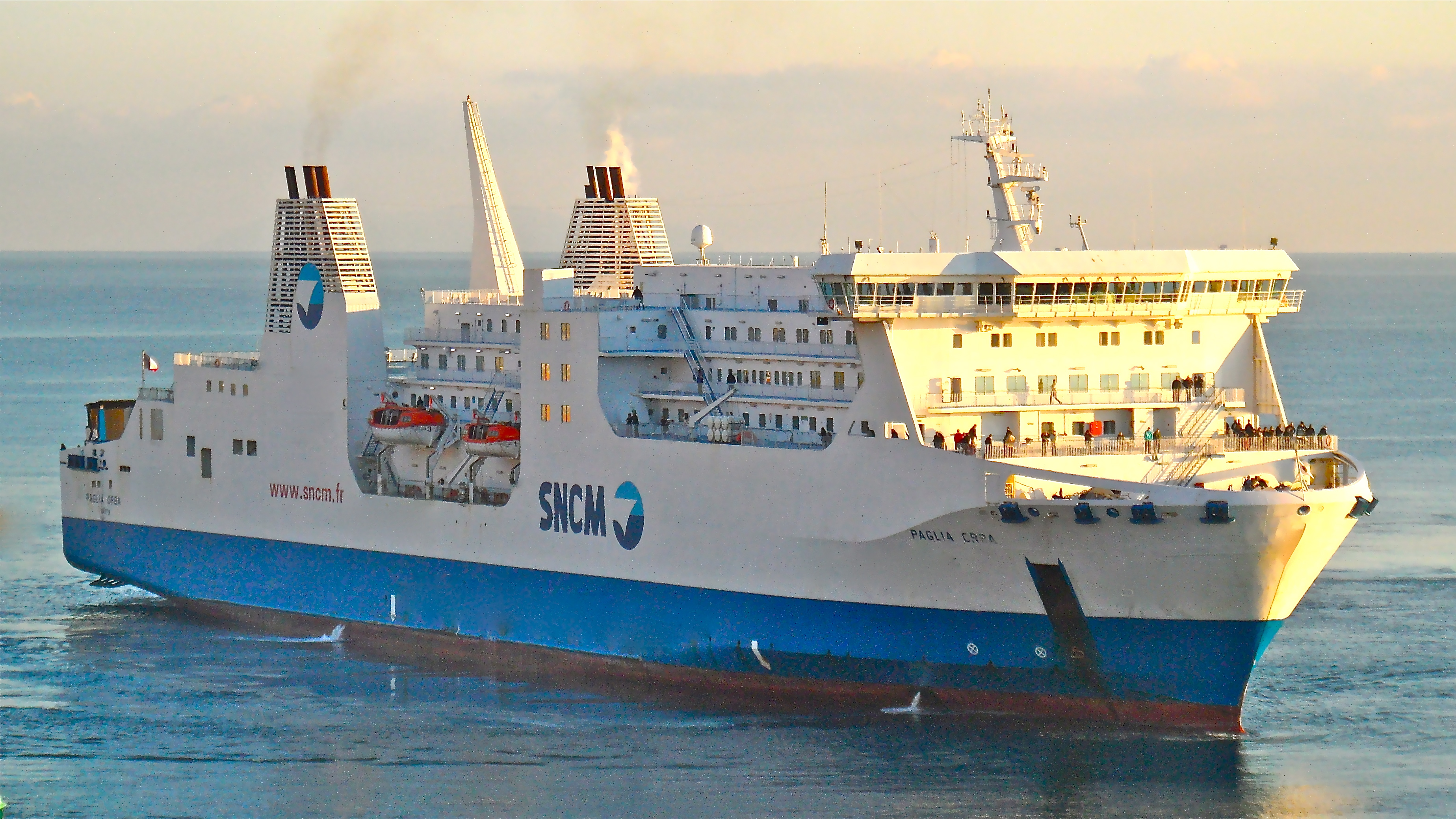
Le Paglia Orba arborant la nouvelle livrée de la SNCM.

À cette même période, la SNCM opère un léger changement de son identité visuelle en délaissant la marque commerciale « Ferryterranée ». C'est la raison pour laquelle durant son arrêt technique effectué au mois d'avril 2004, la marque « SNCM Ferryterranée » est effacée des flancs du Paglia Orba au profit de la seule inscription « SNCM » et de l'adresse du site internet de la compagnie en rouge. En raison cependant d'autres interventions prioritaires, le navire conservera à l'issue de cet arrêt technique sa coque noire originelle là où les autres cargos de la flotte verront la leur repeinte en bleu. Le Paglia Orba gardera sa coque noire durant quatre années avant de finalement adopter la même couleur que le reste de la flotte à l'occasion de son arrêt technique de mars 2008.
Dans la soirée du 6 mars 2005, alors qu'il appareille de Porto-Vecchio, le navire s'échoue sur un banc de sable en faisant mouvement entre les postes P2 et P3. Avec l'assistance du pilote, il parviendra cependant à se dégager par ses propres moyens, sans subir d'avarie.
Au cours de l'année 2014, la SNCM se voit confrontée à d'importantes difficultés en raison d'amendes infligées par la Commission européenne ayant jugé certaines subventions perçues par la compagnie comme étant illégales. Les incertitudes quant à l'avenir de l'entreprise et plus particulièrement de la préservation des emplois provoquent un mouvement social des syndicats de marins qui vient perturber le début de la saison d'été. Cette situation amènera au placement en redressement judiciaire de la compagnie le 28 novembre 2014. À l'issue de la période d'observation, le tribunal de commerce de Marseille désigne le groupe Rocca, premier transporteur routier de Corse, comme repreneur de la SNCM le 20 novembre 2015. Ce même jour, dans la nuit du 20 au 21 novembre, le Paglia Orba rompt ses amarres dans le port de Marseille et heurte le quai. Transféré au poste 7, le cargo mixte reprend ses traversées le soir même, sa coque n'ayant été que faiblement endommagée.
Le 5 janvier 2016 à 8h00, le Paglia Orba arrive à Marseille et achève la dernière traversée commerciale de la SNCM, reprise par le groupe Rocca et liquidée au profit de la nouvelle entité MCM.

#### Corsica Linea (depuis 2016)

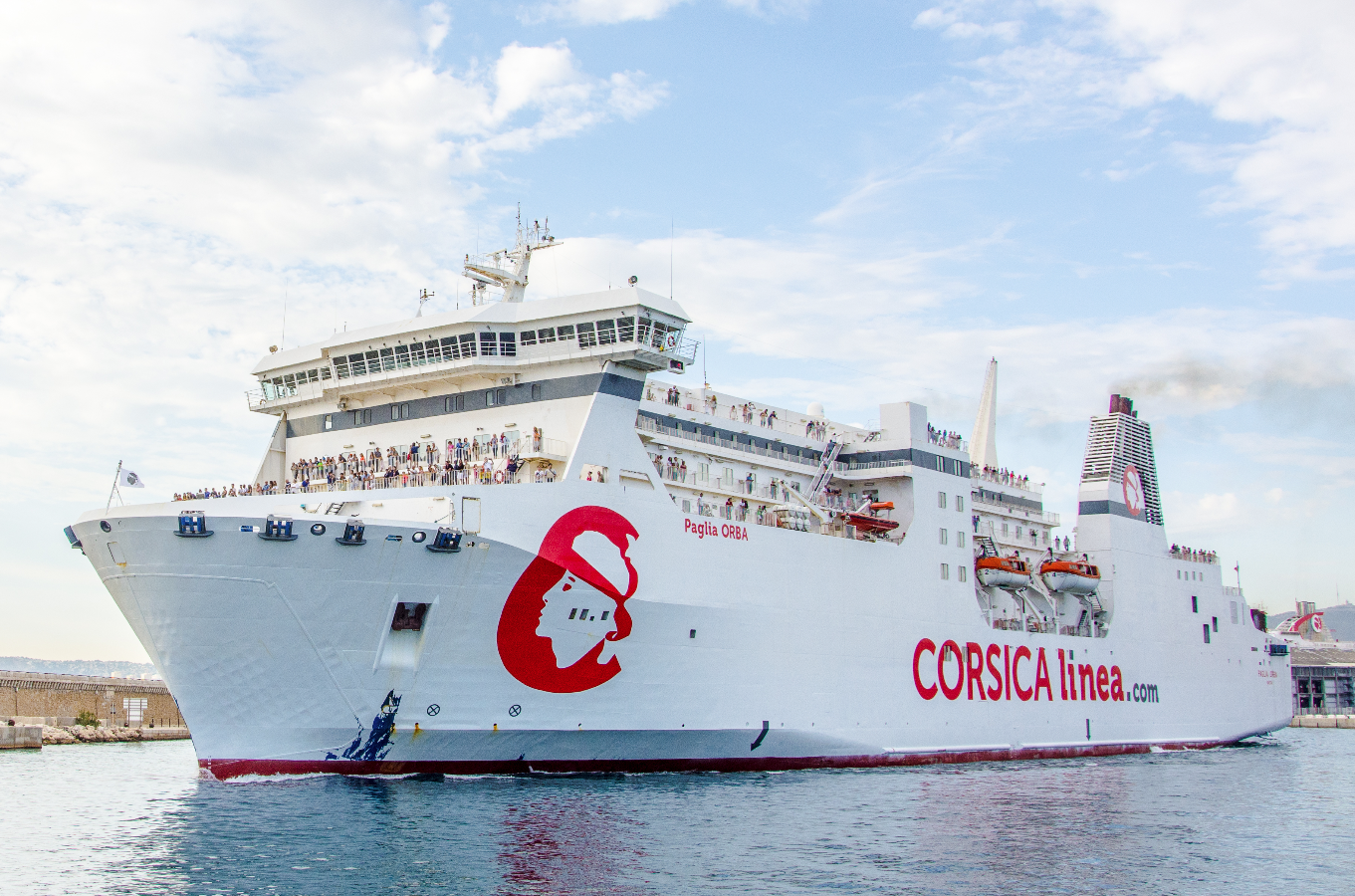
Le Paglia Orba arborant la livrée provisoire blanche de Corsica Linea.

Transféré à la MCM, le Paglia Orba intègre la flotte de la filiale Maritima Ferries, entité destinée à l'exploitation commerciale, à l'instar des autres unités de l'ex-SNCM. À la suite de son arrêt technique, les logos de l'ancienne compagnie publique sont effacés des flancs du navire qui sort de forme vierge de toute marque commerciale. Malgré le changement de propriétaire, le cargo mixte conserve son exploitation habituelle entre Marseille, Porto-Vecchio et Ajaccio. Au mois d'avril, la MCM est rachetée par la société Corsica Maritima, consortium d'entreprises corses également candidat à la reprise de la SNCM. Le nom commercial Maritima Ferries est alors abandonné au profit de Corsica Linea. La reprise de la flotte MCM par le consortium se traduit alors par un changement d'identité de l'entreprise, notamment avec l'adoption d'une livrée rouge sur les navires de la flotte. Son arrêt technique ayant déjà été effectué, le Paglia Orba arborera à compter du 6 juin une livrée simplifiée aux couleurs de Corsica Linea pour la saison estivale 2016 se caractérisant par une coque blanche et des inscriptions rouges ainsi que de l'ajout d'une bande noire le long du pont 6.
Le 12 avril 2016 vers 8h15, victime d'une avarie au niveau de son appareil propulsif, le navire, qui naviguait vers Porto-Vecchio, est dérouté vers le port de Bastia qu'il atteint en fin d'après-midi, assisté par le remorqueur Altagna. Cette même année, au mois d'août, un projet de vente du navire à la Collectivité territoriale de Corse dans le cadre de la mise en place d'une compagnie régionale est annoncé. Conformément au plan de la CTC, cette compagnie régionale était censée démarrer ses activités courant 2019, cependant, la vente du navire est finalement annulée en juillet 2018.
Le 8 janvier 2017, le Paglia Orba entre en arrêt technique à Marseille. Des travaux d'envergure sont réalisés à bord, notamment en ce qui concerne les espaces de restauration qui sont entièrement rénovés. C'est durant ce passage en carénage que le navire est mis aux couleurs de Corsica Linea. Sa coque est repeinte en rouge et affiche à l'avant le logo de la compagnie à l'effigie de la tête de maure corse.

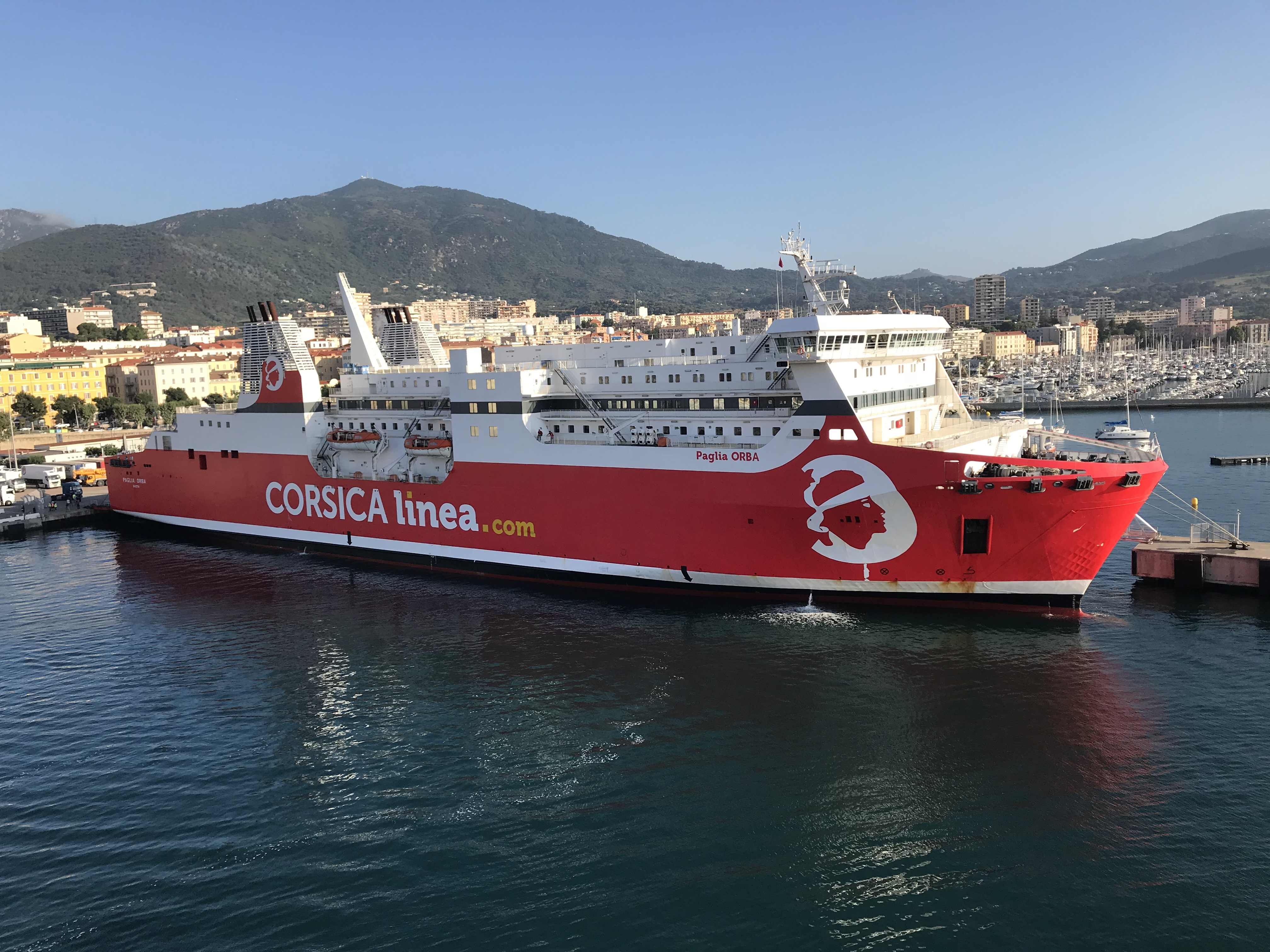
Le Paglia Orba après son passage aux couleurs de Corsica Linea.

Durant son arrêt technique effectué à Bizerte du 8 janvier au 6 février 2019, le navire est transformé afin d'être optimisé aux dispositifs de branchement à quai du port de Marseille, à l'instar des navires de La Méridionale. Le Paglia Orba est, de ce fait, le premier navire de Corsica Linea à être adapté à ce système visant à réduire les émissions de CO2 durant ses escales dans la cité Phocéenne. 
À l'instar du Pascal Paoli et du Jean Nicoli, des épurateurs de fumées, surnommés scrubbers, destinés à réduire les émissions de soufre, sont installés à bord du Paglia Orba au cours d'un arrêt technique effectué aux chantiers Palumbo de La Valette du 20 septembre au 2 décembre 2020. La mise en place du dispositif entraîne quelques modifications au niveau de l'apparence des cheminées. Ces travaux devaient à l'origine être effectués au début de l'année 2020 mais ont été repoussés en raison de la pandémie de Covid-19.
Dans la matinée du 25 janvier 2021, alors qu'il est sur le point d'achever une traversée entre Marseille et Bastia, le Paglia Orba se retrouve dans l'impossibilité d'accoster en raison de conditions météorologiques particulièrement mauvaises. Le navire se voit alors contraint de rester au mouillage à l'extérieur du port dans l'attente d'une éventuelle accalmie. Ce n'est qu'en fin d'après-midi, aux alentours de 17h30, que les autorités autorisent le cargo mixte à accoster, mais durant la manœuvre, effectuée avec l'assistance du pilote du port de Bastia, le Paglia Orba talonne un haut fond, provoquant une voie d'eau ainsi que des dégâts au niveau de l'hélice bâbord. Une fois la centaine de passagers et le fret débarqué, l'équipage, avec l'aide des pompiers et de plongeurs, parvient à colmater la brèche le lendemain. Les dommages subits par le navire nécessiteront cependant son immobilisation pour plusieurs semaines. Après avoir demeuré dans un premier temps à Bastia, il prend par la suite la direction de la Tunisie le 8 février afin d'être remis en état aux chantiers de Menzel Bourguiba.
Le 7 février 2022, alors que des vents violents touchent le port de Marseille, les amarres du Paglia Orba rompent à quai avant que le navire percute la digue, causant l’annulation de sa traversée vers Porto-Vecchio. Il repartira deux jours plus tard, le temps d’effectuer quelques réparations.
Le 25 avril 2023, le Paglia Orba, parti la veille de Marseille avec 307 passagers et 177 véhicules, effectue son premier toucher en Algérie dans le cadre de son service commercial en accostant à Skikda aux alentours de 10h30, marquant également la première escale de Corsica Linea dans ce port algérien autrefois desservi par la SNCM,. Une semaine plus tard, le 2 mai, le navire accoste pour la première fois à Béjaïa avec 272 passagers et 177 véhicules.  Le Paglia Orba dessert ainsi l'Algérie une fois par semaine avant que le Jean Nicoli ne prenne le relais à partir du 26 juin. Durant l'été, il est employé sur des rotations complémentaires vers la Corse entre Marseille, Propriano et Bastia. À l'issue de la saison, il assure ensuite la liaison entre Marseille et L'Île-Rousse en remplacement du Monte d'Oro, immobilisé à la suite d'une avarie, jusqu'au 10 janvier 2024.

## Aménagements
Le Paglia Orba possède 9 ponts. Bien que le navire s'étend en réalité sur 11 ponts, deux d'entre eux sont inexistants au niveau des garages. Les locaux des passagers se situent sur les ponts 4, 5 ainsi que sur une partie du pont 6 tandis que ceux de l'équipage occupent une grande partie du pont 6. Les ponts 1, 2, 2/3 et 3 abritent quant à eux les garages.

### Locaux communs
Le Paglia Orba propose à ses passagers des installations classiques. Parmi ces installations, toutes situées sur le pont 5, on compte un bar-salon situé à la proue, un restaurant situé à la poupe et un espace de restauration rapide à la proue du côté bâbord. À l'occasion de son entrée dans la flotte de Corsica Linea, la décoration des aménagements est modernisée au début de l'année 2017.

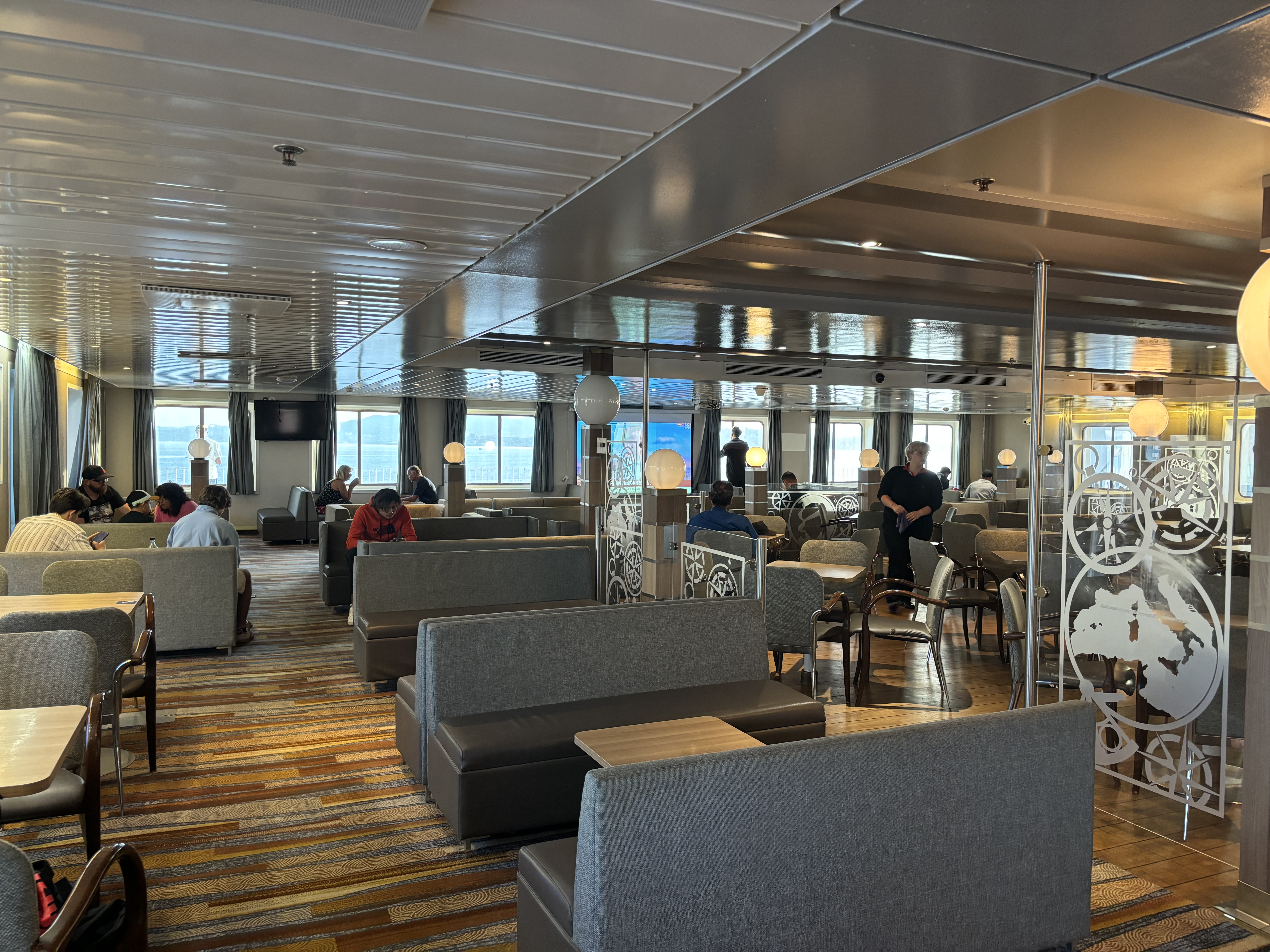
Le bar principal, situé au pont 5 avant.
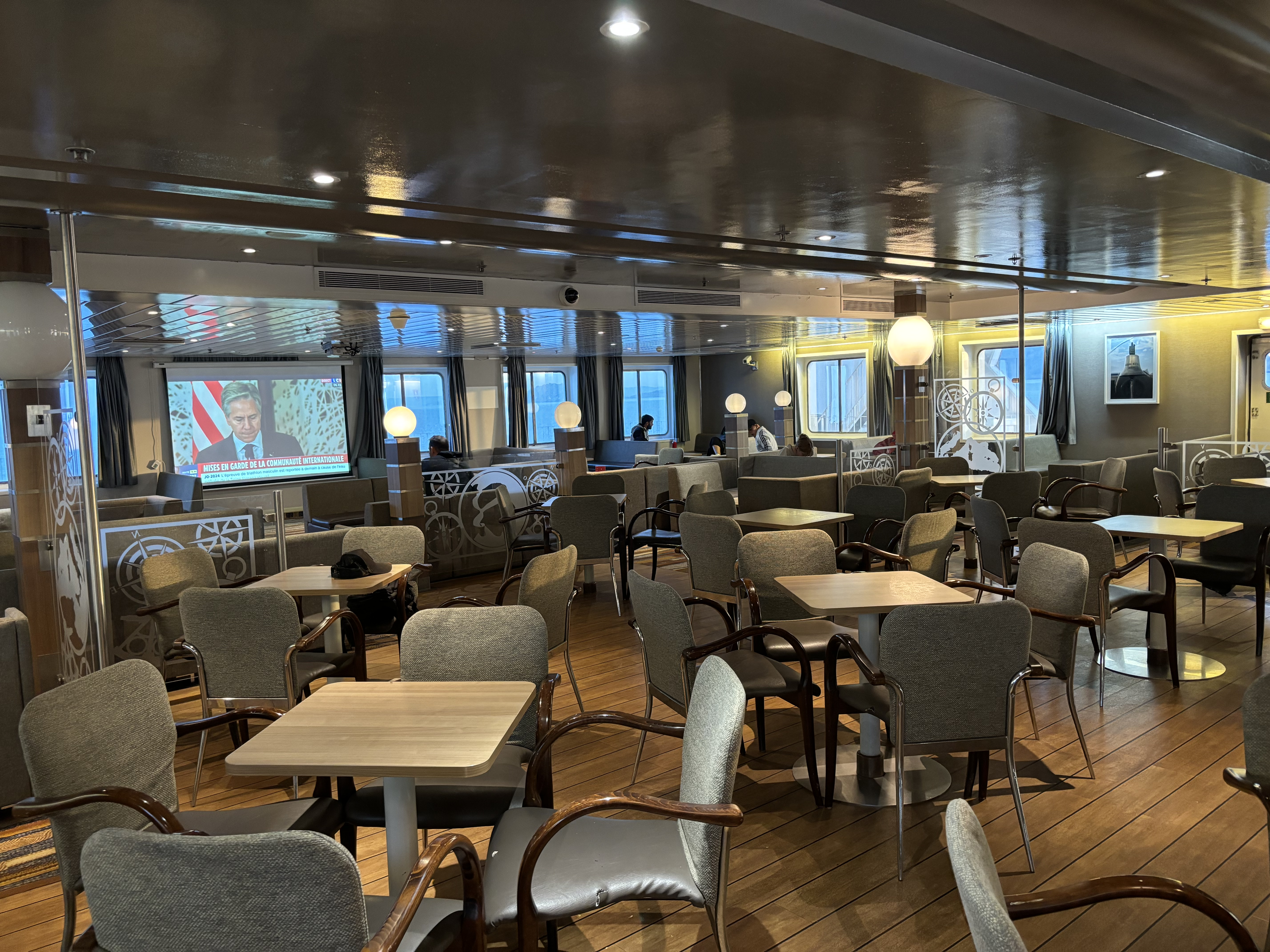
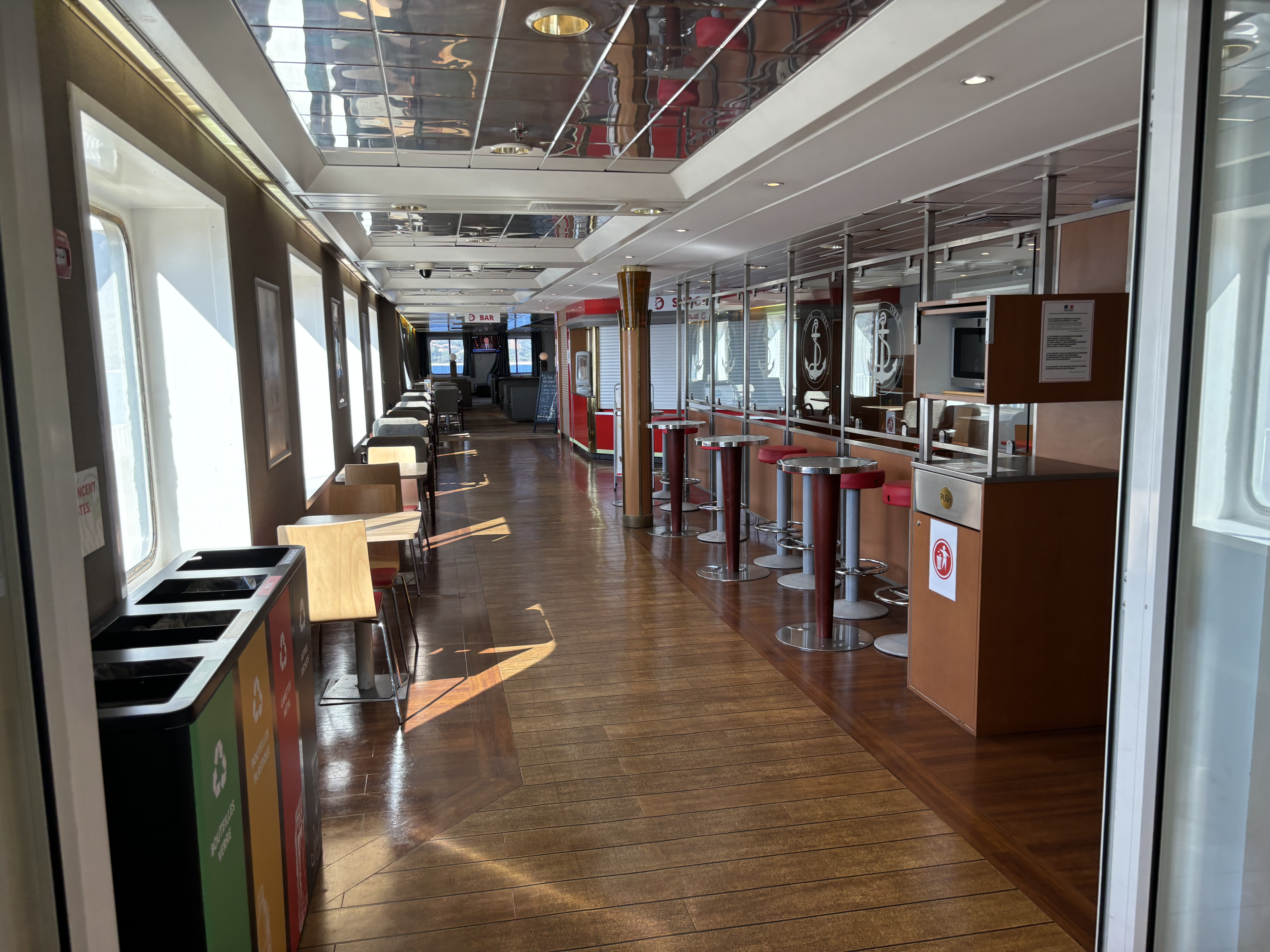
Snack situé sur le pont 5, non loin du bar.
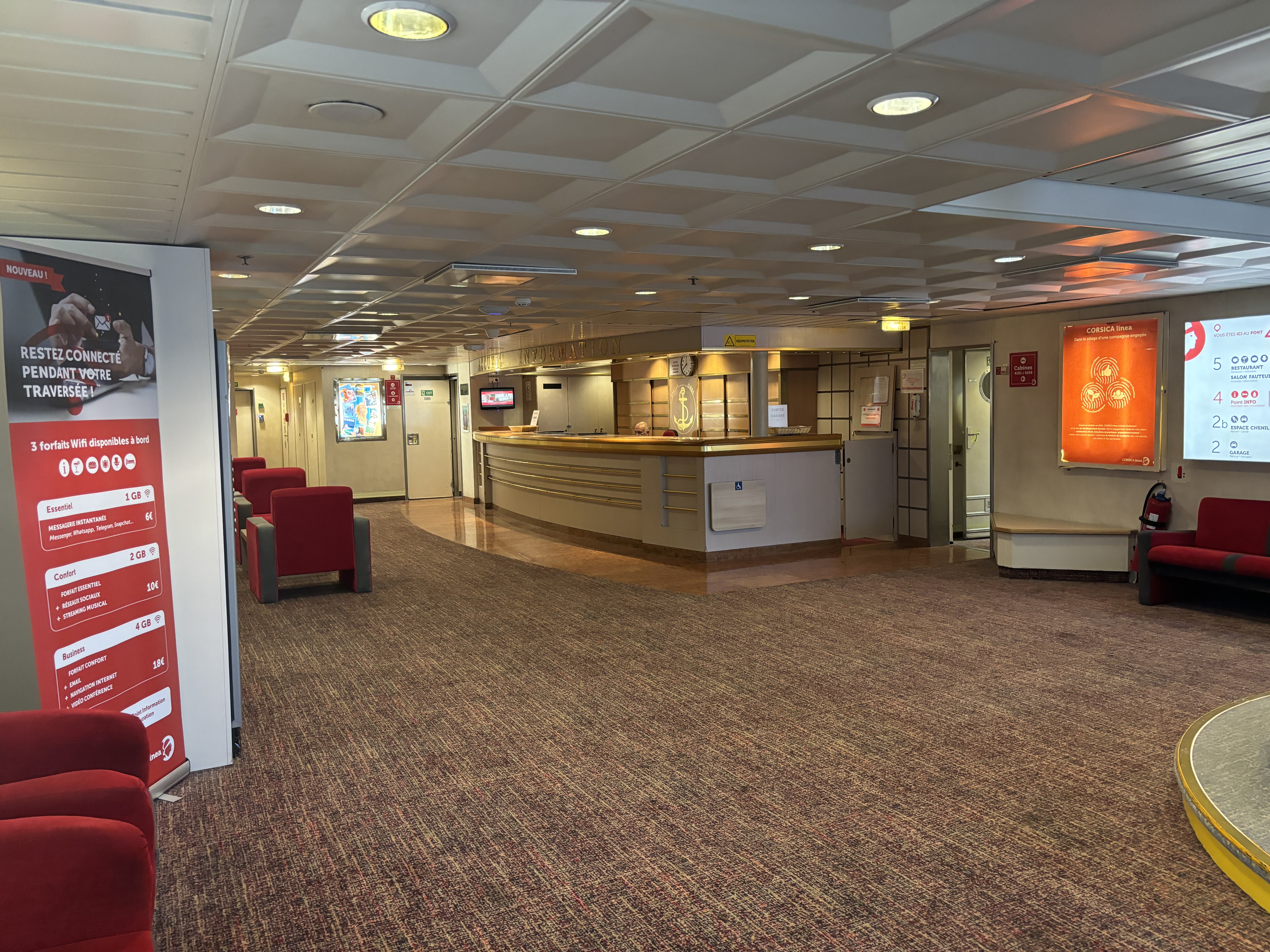
Bureau informations sur le pont 4.

### Cabines
Le Paglia Orba dispose de 137 cabines privatives toutes situées sur le pont 4. Elles peuvent loger jusqu'à quatre personnes et sont toutes pourvues de sanitaires complets comprenant douche, WC et lavabo. Un salon de 48 fauteuils situé au pont 5 est à la disposition des passagers n'ayant pas réservé de cabine.

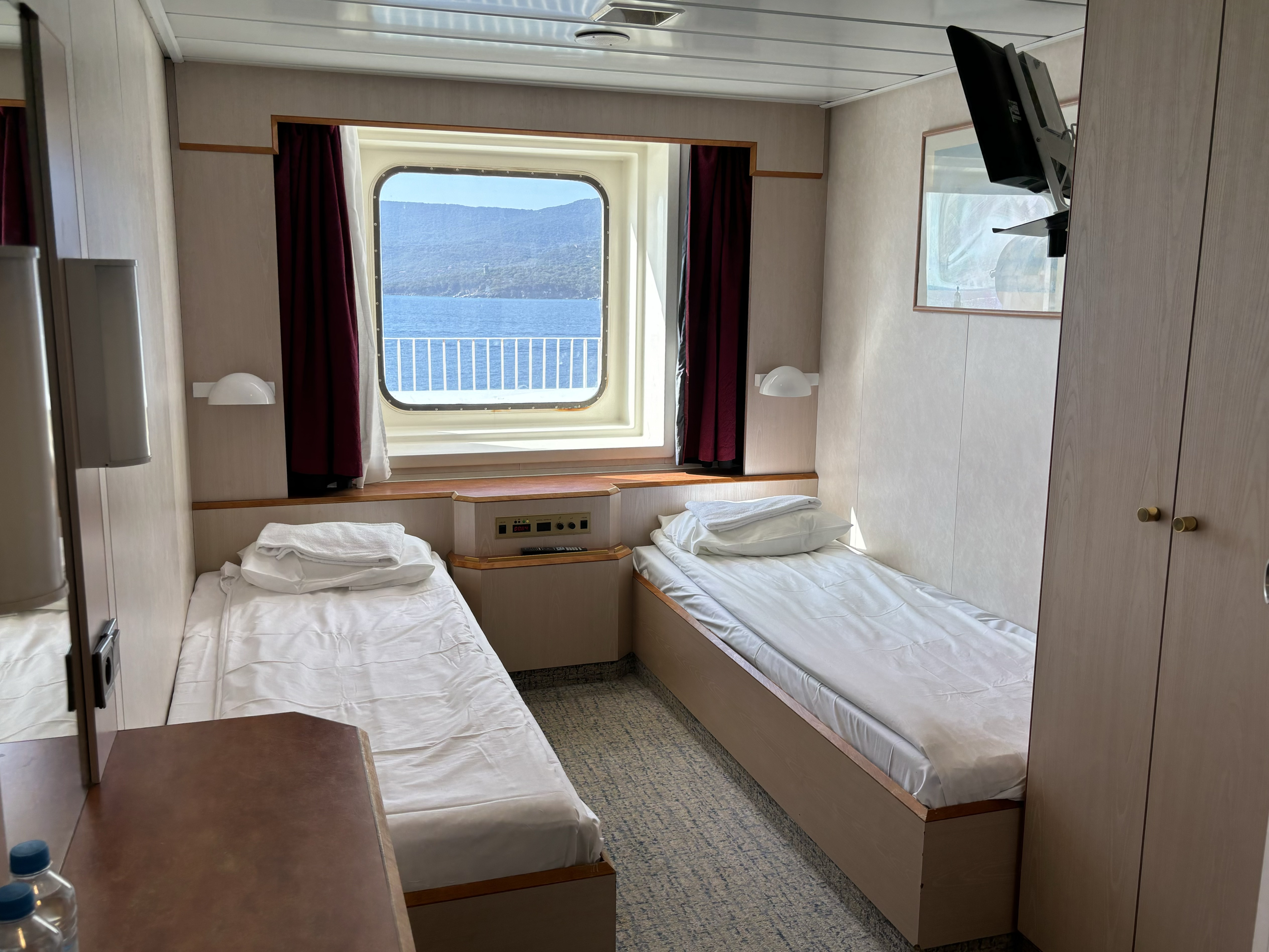
Cabine extérieure à deux couchettes.
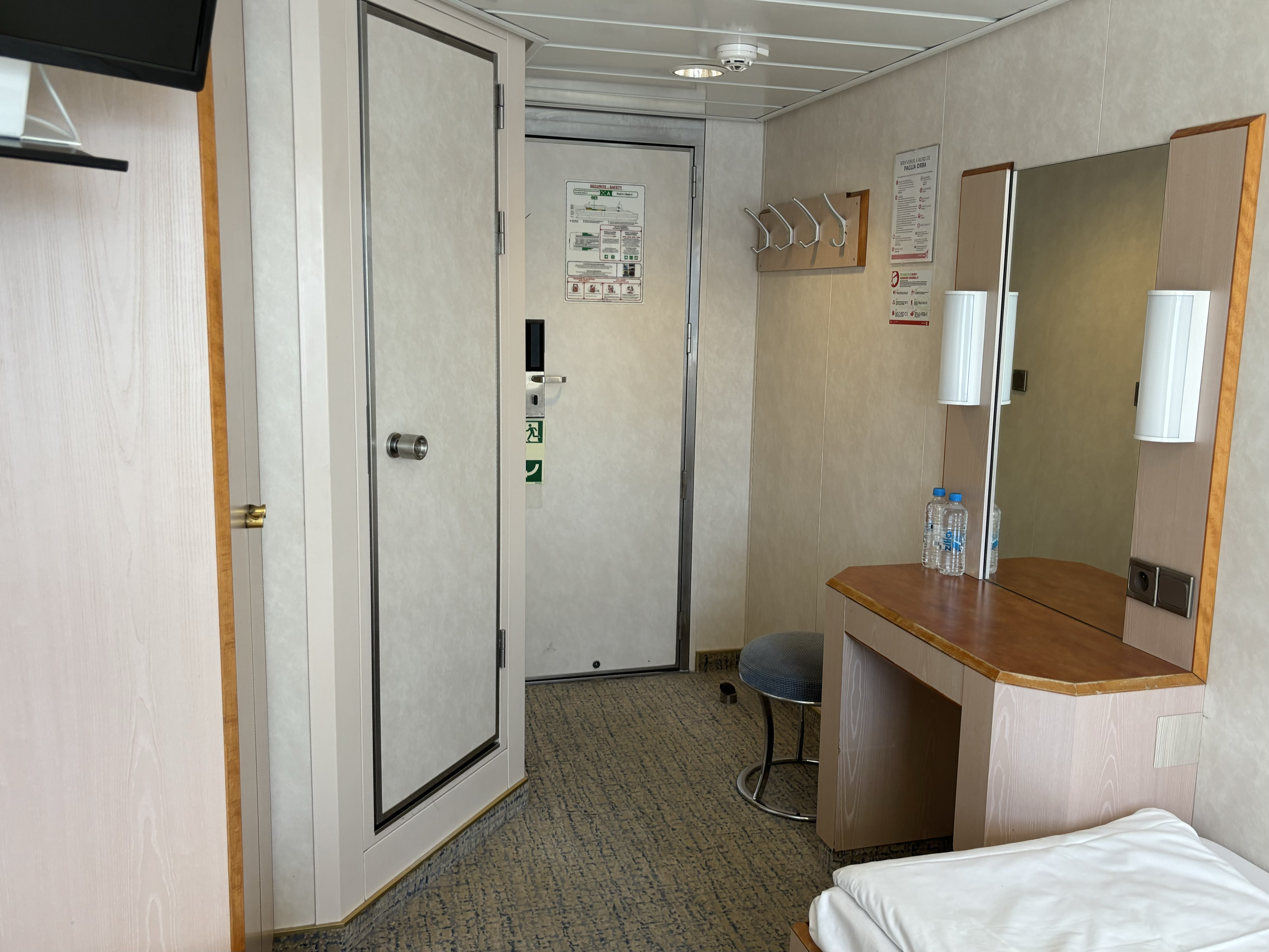
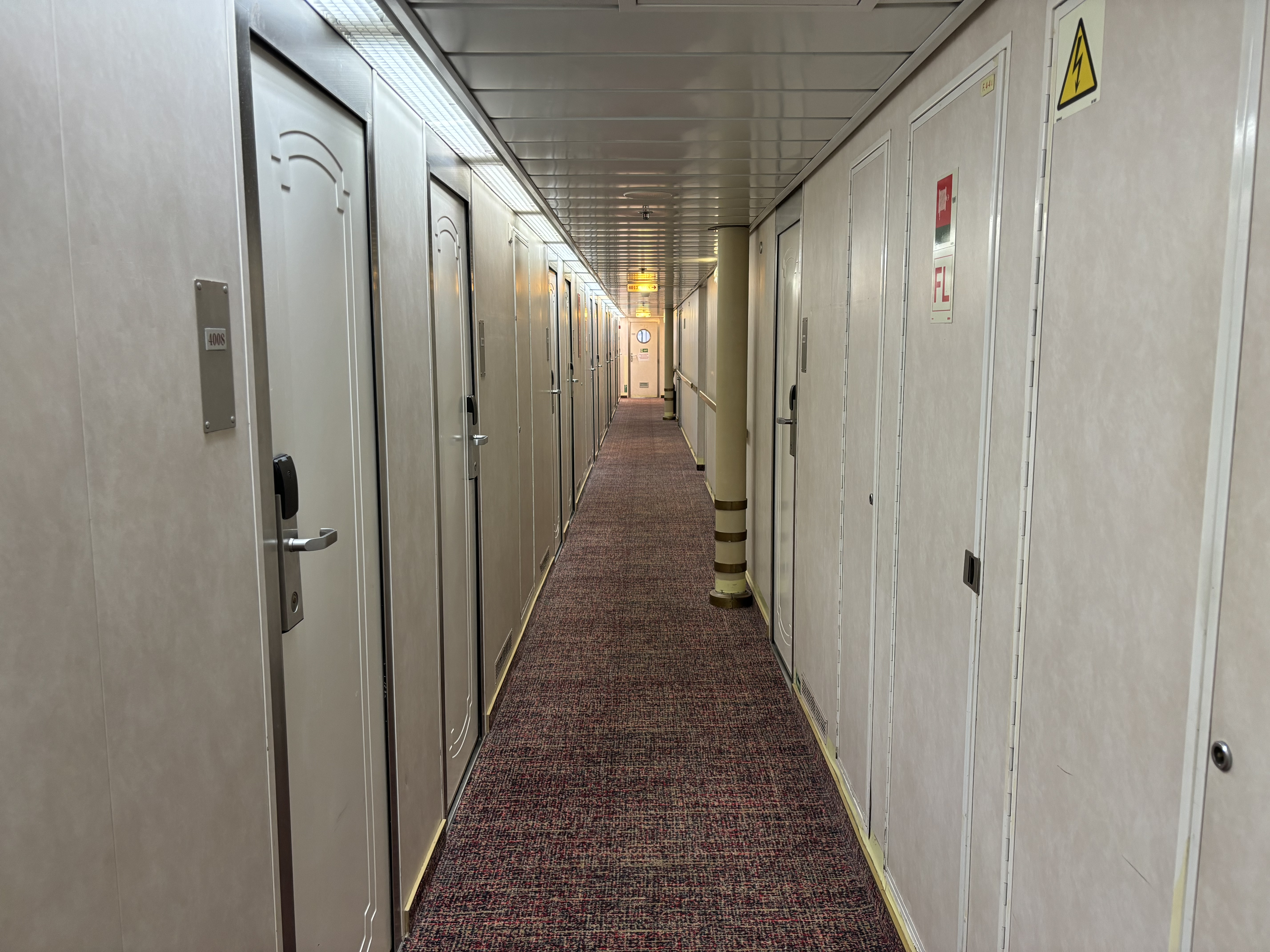
Coursive des cabines sur le pont 4.

## Caractéristiques
Le Paglia Orba mesure 165,80 mètres de long pour 29,2 mètres de large, son tirant d'eau est de 6,63 mètres et sa jauge brute est de 29 718 UMS. Le navire a une capacité de 544 passagers et possède un garage de 2 300 mètres linéaires de roll pouvant contenir 147 remorques ainsi que 120 véhicules et accessible par deux portes-rampes arrières de 16,50 mètres de haut pour 8 mètres de large ainsi que par une porte rampe avant qui sera cependant condamnée en novembre 2006 pour non-conformité avec les nouvelles normes de sécurité. Sa propulsion est assurée par quatre moteurs diesel semi-rapides Wärtsilä-Vasa 16V32DF, 16 cylindres en V développant une capacité de 19 700 kW entraînant deux hélices à pas variable faisant filer le bâtiment à plus de 19 nœuds. Le navire mixte est aussi doté de deux propulseurs d’étrave Ka Me Wa de 1 400 kW chacun et un stabilisateur anti-roulis à deux ailerons rétractables ACH. Le navire est équipé de deux embarcations de sauvetages fermées de grande taille, complétées par deux embarcations de taille moyenne, une embarcation semi-rigide ainsi que de nombreux radeaux de sauvetage. Depuis 2020, le Paglia Orba est équipé de scrubbers, dispositifs d'épuration des fumées visant à réduire ses émissions de soufre.

## Lignes desservies
Depuis sa mise en service, le Paglia Orba est dévolu au transport de fret et de passagers sur les liaisons reliant Marseille et la Corse, principalement en traversée de nuit, dans le cadre de la desserte subventionnée de l'île.
Au début de sa carrière, le Paglia Orba est exploité sur la ligne Marseille - Bastia en traversée de nuit. À partir de 1995, le cargo mixte est positionné, en plus de son affectation principale, sur la ligne Bastia - Gênes de la filiale Corsica Marittima, jusqu'en 1999. En 2003, remplacé sur la ligne de Bastia par le Pascal Paoli, le Paglia Orba est employé toute l'année sur la desserte d'Ajaccio et occasionnellement sur celle de Porto-Vecchio. En 2009, à la suite de l'entrée en flotte du Jean Nicoli, le navire est affecté entre Marseille et Porto-Vecchio de mi-septembre à mi-juin et Marseille et Ajaccio de mi-juin à mi-septembre.
Malgré son transfert sous les couleurs de Corsica Linea en 2016, le Paglia Orba conserve dans un premier temps son affectation habituelle avant de se substituer au Girolata de La Méridionale entre Marseille et Ajaccio à compter du 1er octobre 2019, dans le cadre de la nouvelle délégation de service public (DSP). En dépit de cette affectation principale, il a toutefois permuté avec le Vizzavona, victime d'un problème technique perturbant son exploitation, et a navigué sur la ligne de Bastia pendant une grande partie de l'année 2020.
Au cours de l'année 2021, en raison d'une avarie, le navire est resté hors service durant une longue période. Censé assurer la liaison Marseille - Ajaccio avec La Méridionale conformément à l'accord passé entre les deux armateurs dans le cadre d'une nouvelle convention de la DSP, il a finalement été remplacé sur cet axe par A Nepita et a effectué des traversées complémentaires vers Bastia, Ajaccio et Porto-Vecchio jusqu'au mois de septembre. À partir de l'arrière saison, il remplace essentiellement les autres navires de la compagnie durant les périodes d'arrêt technique, tantôt sur L'Île-Rousse, tantôt sur Porto-Vecchio. En 2022, ses affectations sont davantage similaires à celles des précédentes DSP avec son emploi sur la liaison Marseille - Ajaccio en saison estivale et sur Marseille - Porto-Vecchio le reste de l'année. Le 1er janvier 2023, en raison de l'attribution de la ligne de Porto-Vecchio à La Méridionale à l'occasion du renouvellement pour sept ans de la DSP, le Paglia Orba est d'abord affecté à titre principal sur la ligne Marseille - Propriano avant d'être remplacé par A Nepita à partir du 1er mars. Depuis avril 2023, Le navire est désormais principalement utilisé pour des rotations supplémentaires vers Propriano et Bastia durant le printemps et la saison estivale. En basse et en moyenne saison, il lui arrive régulièrement de remplacer les navires du réseau corse durant leurs arrêts techniques. En 2023 et en 2024, il a été employé une fois par semaine au printemps sur l'Algérie pour desservir les lignes de Corsica Linea entre Marseille, Béjaïa et Skikda.